# 수령칠사
수령칠사(守令七事)는 조선 시대에 수령이 고을을 다스리는 데 힘써야 할 일곱 가지 일을 말한다.

## 고려 말기의 수령오사
고려 말기, 수령들이 해야 하는 다섯 가지 일을 가리키는 수령오사(守令五事)가 존재하였는데, 고려 우왕(禑王) 원년(1375년)에는 다음의 다섯 가지로 주와 군을 순찰하고 수령의 고과를 정하였다고 한다.
- 전야가 넓어짐[田野闢]
- 호구가 늘어남[戶口增]
- 부역이 균등함[賦役均]
- 송사가 간편함[詞訟簡]
- 도적이 일어나지 않음[盜賊息]

창왕(昌王) 원년(1388년)에는 조준(趙浚)의 상소로 '도적이 일어나지 않음' 항목이 '학교가 일어남[學校興]'으로 바뀌었다.

## 수령칠사의 성립
조선시대에는 수령오사를 수정하고 여기에 두가지를 더하여 수령칠사가 되었고, 이는 법령으로 정해졌다.
- 농상이 진흥됨[農桑興]
- 호구가 늘어남[戶口增]
- 학교가 일어남[學校興]
- 군정이 잘 닦임[軍政修]
- 부역이 균등함[賦役均]
- 송사가 간편함[詞訟簡]
- 간사하고 교활한 자가 없음[奸猾息][2]

수령은 임지로 떠나기 전에 임금 앞에서 수령칠사를 외우는 의식을 치렀다. 군현의 수령이 처음 제수되면 경저리(京邸吏)가 수령칠사를 기록한 홀기(笏記)를 전달한다. 그리고 임금에게 하직 인사를 올릴 때 임금이 특별히 전(殿)에 오르라 명하고 승지가 직관과 성명을 아뢰라 하면, 숨을 죽이고 엎드려 '아무 벼슬 신(臣) 성(姓) 아무개'라 한다. 다음에 칠사를 아뢰게 하면, 사항을 바꿀 때마다 일어났다 엎드리면서, 매우 조심스레 칠사의 각 항목을 외우고는 차례로 빨리 물러나 출발하였다. 이 의식에서 차례를 틀리거나 잘못 외운 수령은 파면당하기도 했다고 전한다.